# Toni Mollà
Toni Mollà Orts (Meliana, 7 de junio del 1957) es un sociólogo, lingüista, escritor, periodista, conferencista y profesor español.

## Biografía
Nació el 7 de junio de 1957 en Meliana, una localidad de Huerta de Valencia, comarca que Mollà establece como referente cultural en muchas de sus obras. Durante el período 1995-1997 se licencia en Periodismo por la Universidad Autónoma de Barcelona. Cursó estudios universitarios en Valencia, donde se diplomó de Ciencias Humanas por la EUPEGB con 22 años, además es doctor en sociología de la Universidad de Valencia. Al año siguiente empezó a trabajar como maestro en la Escuela La Masía, centro pionero de enseñanza en catalán en la Comunidad Valenciana, hasta 1984.
Es en esta época cuando inicia las colaboraciones literarias y periodísticas en varias publicaciones y medios de comunicación, donde colaboró con numerosos artículos de prensa, ensayos y artículos en general sobre política y deportes en los periódicos Levante-EMV, El Temps, El País, El Periódico de Cataluña (conocido actualmente como El Periódico), La Vanguardia, entre otras publicaciones. Participó además en la redacción de varios textos para la revista Arxius de la Universidad de Valencia.
Estuvo vinculado en la Radiotelevisión Valenciana, donde fue contratado a 1989, el mismo año en qué empezaron las emisiones de Canal 9. En primer lugar, desarrolló tareas dentro de la unidad de Asesoramiento Lingüístico y desde 1997 hasta el 2004 fue jefe de la Unidad de Estudios y Prospectiva. Posteriormente, trabajó como jefe de Planificación de la Dirección de la Radiotelevisión Valenciana (RTVV). También ha participado en eventos literarios como la Feria del Libro de Valencia.

## Obra
- Pa amb xocolate-1. Llengua. Barcelona: Teide, 1985.
- Pa amb xocolate-2. Llengua. Barcelona: Teide, 1985.
- Pa amb xocolate-3. Llengua. Barcelona: Teide, 1985.
- Jocs de vocabulari. Valencia: Conselleria de Cultura, Educació i Ciència de la Generalitat Valenciana, 1985.
- Vocabulari bàsic. Valencia: Conselleria de Cultura, Educació i Ciència de la Generalitat Valenciana, 1985.
- Pa amb xocolate. Lectures. Barcelona: Teide, 1986.
- La serpentina. Lectures. Barcelona: Teide, 1986.
- Llengua-1. Cursos d'estiu. Valencia: Conselleria de Cultura, Educació i Ciència. Generalitat Valenciana, 1986.
- Llengua-2. Cursos d'estiu. Valencia: Conselleria de Cultura, Educació i Ciència. Generalitat Valenciana, 1986.
- Textos i contextos 1. Valencià: llengua i literatura. 1r Batxillerat, Alzira: Bromera. 2000.
- Textos i contextos 2. Valencià: llengua i literatura. 2n Batxillerat, Alzira: Bromera, 2000.

### Publicaciones sobre sociolingüística
- Curs de sociolingüística 1, Alzira: Bromera, 1987. Conjuntament amb Carles Palanca.
- Curs de sociolongüística 2, Alzira: Bromera, 1988.
- La llengua als mitjans de comunicació (1990, ISBN 978-84-7660-050-4)
- Bases de política lingüística per al País Valencià dels 90. Castelló de la Plana: Fundació Gaetà Huguet, 1992.
- A la Safor, en valencià, Gandia: CEIC Alfons el Vell, 1992.
- Política i planificació lingüístiques (1997, ISBN 978-84-7660-342-0)
- Els llibres i la llengua, L'illa, Ed. Bromera, 1997.
- La política lingüística a la societat de la informació (1998, ISBN 978-84-7660-435-9)* Ideología i conflicte lingüístic, (ed.), Alzira: Bromera, 2001.
- Llengües globals, llengües locals, (ed.), c 2002.

### Ensayos
- La utopia necessària (Nacionalisme i societat civil), Alzira: Bromera, 1994.
- Espill d'Insolències, Alzira: Bromera, 2000.
- Tres en línia, Tavernes Blanques: L'Eixam, 2004.
- Nosaltres, els indígenes, dins Nosaltres, exvalencians, Barcelona: L'Esfera dels Llibres, 2005.
- Escrit contra el silenci (a propòsit de l'obra cívica de Joan Fuster), Valencia: Vincle, 2017.
- Tot entra en el pes, Valencia: Vincle, 2018.

## Premios y reconocimientos
- 1993: Premi Rovira i Virgili por La utopia necessària.[9]
- 2000: Premio de Ensayo de la Mancomunitat de la Ribera por Espill d'insolències.[5]
- 2001: Premios Ciudad de Alcira por Espill d'insolències.[10]
- 2002: Premio de la Crítica entregado por el Instituto Interuniversitario de Filología Valenciana por su obra Ideología y conflicte lingüístic.[11]
- 2003: Premio La lupa d'or por Llengües globals.[12][13]
- 2009: Premios Literarios Ciudad de Valencia por Més enllà de San Francisco.[14][15][16]